# 一の鳥居駅
一の鳥居駅（いちのとりいえき）は、兵庫県川西市東畦野山手一丁目にある能勢電鉄妙見線の駅。「大阪青山歴史文学博物館前」という副駅名がついている。駅番号はNS08。

## 歴史
- 1913年（大正2年）4月13日：一ノ鳥居駅として開業[1][4]。当時は終着駅だった[4]。
- 1923年（大正12年）11月3日：当駅から妙見駅（のちの妙見口駅）まで延伸され、途中駅となる[4]。
- 1973年（昭和48年）4月1日：国道173号拡幅により、平野駅 - 当駅間が塩川トンネル経由に切り替わったことに伴い、現在地に移転の上[1][4]一の鳥居駅に改称[5]。
  - 駅名の由来は、この地が江戸時代から大正時代にかけて大阪・池田方面から妙見山への参拝客が通った参道の入り口にあたり、最初の鳥居があったことから。この「一ノ鳥居」は阪神・淡路大震災で倒壊したものの、現在は近くのゴルフ場、能勢カントリー倶楽部の入り口付近に場所を移して再建されている。
- 1977年（昭和52年）4月24日：平野駅 - 山下駅間複線化に伴い、2面2線化[1]。

## 駅構造

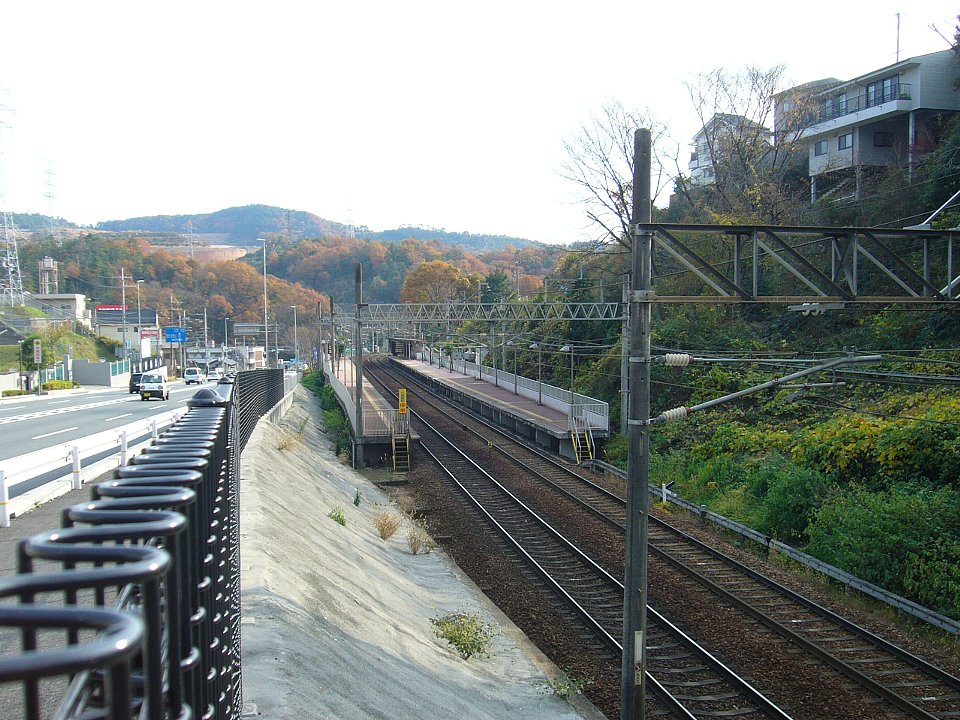
駅北方からホームを望む（左は国道173号）

相対式2面2線のホームを持つ地上駅。改札は南端部のガード下にある。改札からホームへは階段だけが設置されておりエレベーターなどはなく、バリアフリー化はなされていない。トイレは改札のすぐ内側に男女別のものが設置されている。ホームは6連まで入線可能だが、現在は4連の列車しか運行されていない（8連の特急「日生エクスプレス」は通過）。かつて運行されていた「妙見急行」は当駅に停車していた。

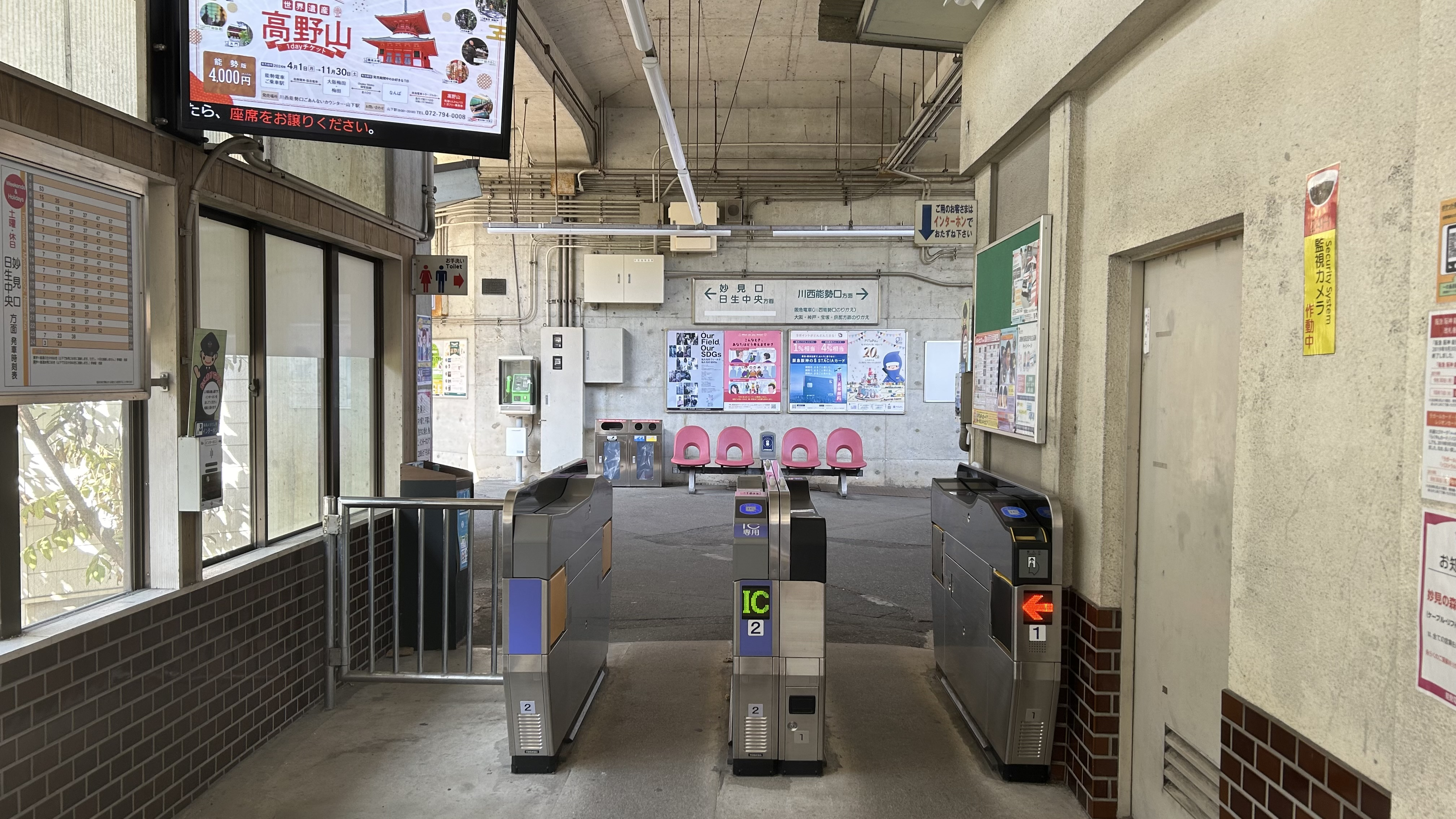
改札口
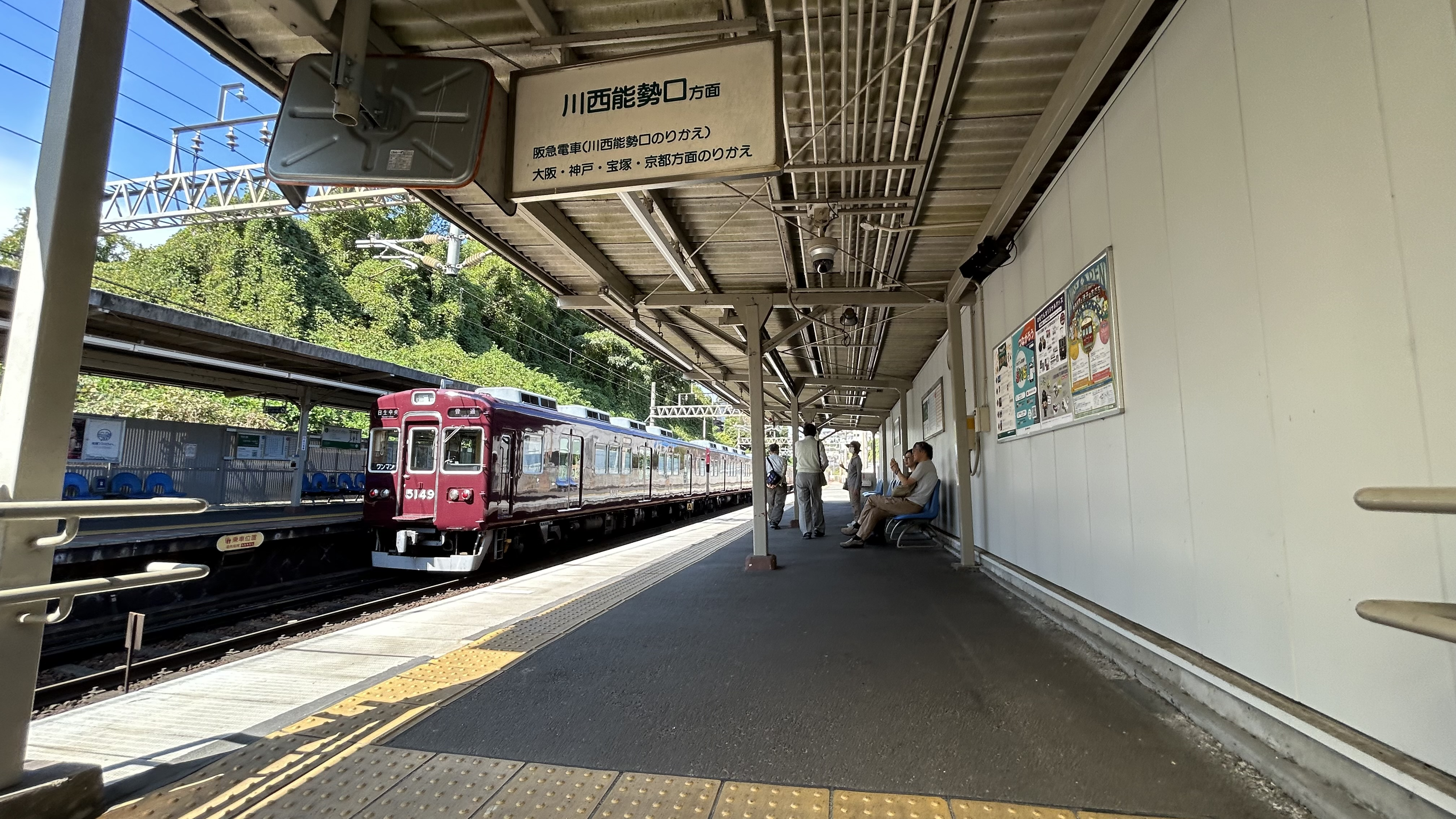
川西能勢口方面ホーム
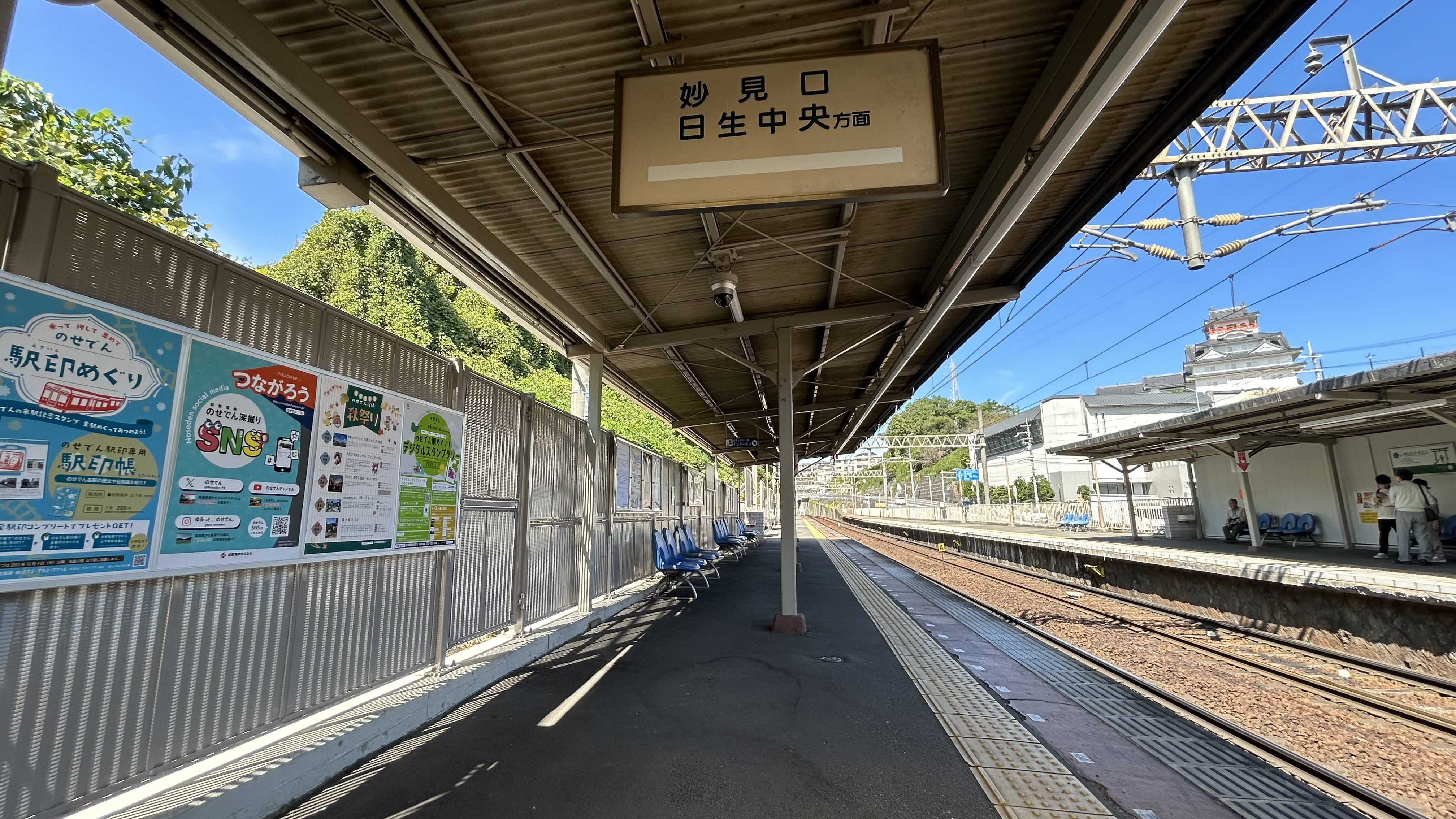
日生中央方面ホーム
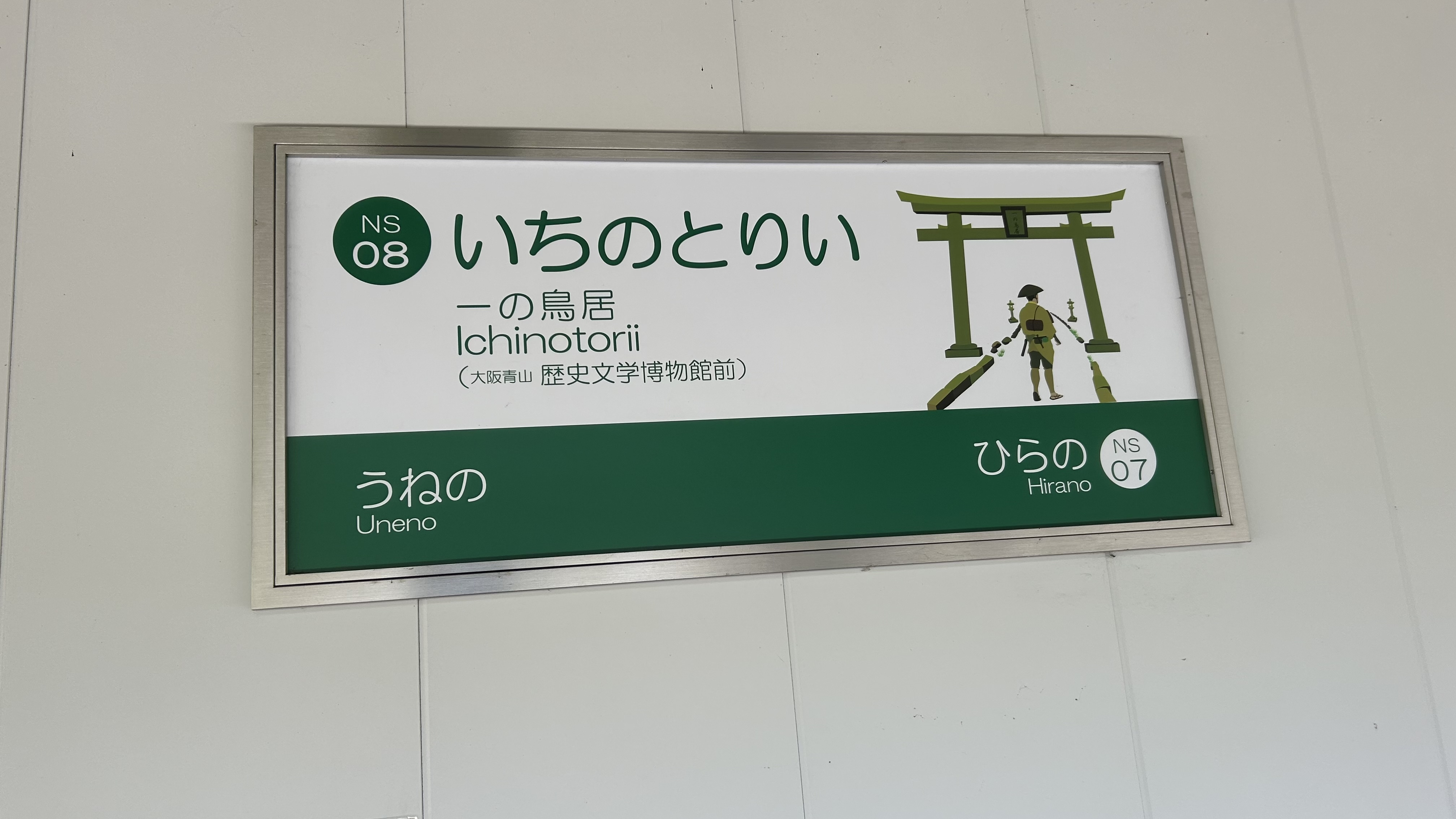
駅名標

## 利用状況
川西市統計年鑑によると、1日の平均乗車人員ならびに乗降人員は以下の通りである。能勢電鉄の山下駅以南では最少である。
| 年度   | 1日平均 乗車人員 | １日平均 乗降人員 |
| ------ | ---------------- | ----------------- |
| 2013年 | 540              |                   |
| 2014年 | 516              |                   |
| 2015年 | 465              |                   |
| 2016年 | 412              |                   |
| 2017年 | 416              |                   |
| 2018年 | 383              |                   |
| 2019年 | 422              | 805               |
| 2020年 | 336              | 680               |
| 2021年 | 335              | 678               |
| 2022年 | 339              | 677               |
| 2023年 | 346              | 706               |

## 駅周辺
- 国道173号（国道拡幅に伴い、駅が移転した[1]）
- 国道477号
- 大阪青山大学・大阪青山短期大学 北摂キャンパス[1]
  - 歴史文学博物館（外観は四層の城郭型式）[1]

## 隣の駅
能勢電鉄妙見線
■特急「日生エクスプレス」
通過
■普通
平野駅 (NS07) - 一の鳥居駅 (NS08) - 畦野駅 (NS09)